# Xã Parker, Quận Nevada, Arkansas
Xã Parker (tiếng Anh: Parker Township) là một xã thuộc quận Nevada, tiểu bang Arkansas, Hoa Kỳ. Năm 2010, dân số của xã này là 628 người.